# Venin
Pour les articles homonymes, voir Venin (homonymie).

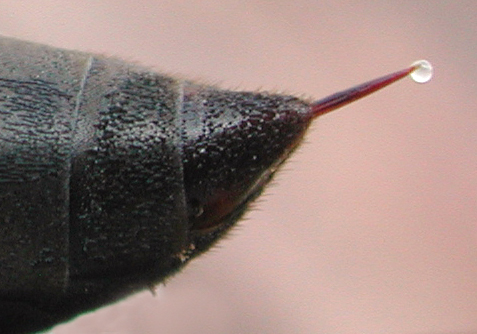
Dard d'une guêpe avec une gouttelette de venin

Un venin est une substance toxique produite par des animaux qui s'en servent pour tuer ou paralyser leurs proies, ou pour se défendre. Les venins sont souvent des mélanges complexes de substances chimiques variées, surtout des enzymes qui servaient probablement originellement à faciliter la digestion des proies.
Plus ces sucs digestifs sont concentrés, plus le venin est puissant. Toutefois, la dangerosité de l'animal venimeux est également fonction de son agressivité et de la dose de venin injectée (quand il existe un système inoculateur tel que dard ou dent, ce qui n'est pas toujours le cas), de sorte que les espèces les plus venimeuses ne sont pas forcément les plus dangereuses.

## Injection

### Espèces concernées
Le terme « venin » est réservé aux toxines sécrétées par les animaux : serpents et autres reptiles, mollusques marins, méduses, certains poissons, des amphibiens (dendrobates, crapauds, salamandres…), de nombreux insectes (abeilles, fourmis, guêpes, frelons par exemple), arachnides, myriapodes…
Quelques rares mammifères venimeux sont recensés : les solénodons, certaines musaraignes (dont Suncus etruscus), ou le mâle de l'ornithorynque, qui est doté d'aiguillons venimeux. De très rares espèces d'oiseaux, comme le Pitohui bicolore ou l'Ifrita de Kowald, sécrètent également une substance toxique dont ils s'enduisent les plumes.
Jusqu'en 2005, seuls les serpents contenant des crochets à venins à l'avant de la mâchoire étaient considérés comme très venimeux, donc les plus étudiés (soit 600 espèces comme les cobras, les vipères ou les serpents à sonnette). Des études depuis 2005 sur la systématique des serpents montrent que leur glande à venin est à l'origine de toutes celles des reptiles (4 900 espèces sont concernées soit 60 % des reptiles) dont les Colubridae qui n'ont pas de crochet mais sont majoritairement venimeux. De plus, la méthode de criblage à haut débit permet d'extraire et d'identifier rapidement toutes les molécules thérapeutiques. L’Australie est le seul pays où l’on trouve plus de serpents venimeux que non venimeux. On y trouve aussi le plus grand nombre d'animaux venimeux au monde et parmi les espèces les plus venimeuses au monde.
Dans le cas de plantes vénéneuses, on ne parle pas de venin, mais plutôt de « toxines » ou de « poisons ».
Au Venezuela, il existe entre 150 et 200 espèces de scorpions, inoffensifs pour l’être humain, mais ceux appartenant au genre Tityus (contenant 28 espèces) sont très dangereux. Toute piqûre de scorpion ayant lieu à plus de 600 mètres d'altitude doit être considérée comme dangereuse car les espèces de ce genre vivent au-dessus de cette altitude, dont le très venimeux Tityus discrepans.
On classe parfois le dragon de Komodo — un varan géant d'Indonésie et le plus grand lézard actuel — comme venimeux, car sa salive, contenant des bactéries pathogènes, est toxique.
Cette notion populaire concernant l'utilisation des bactéries toxiques a été rejetée par le scientifique Brian Grieg Fry et son équipe de spécialistes du Venomics Research Laboratory de l'université de Melbourne. Il a découvert des glandes à venin et déclare dans son étude : « Nous rejetons la notion populaire concernant l'utilisation des bactéries toxiques. Au lieu de cela, nous démontrons que les effets des blessures profondes infligées sont potentialisés par le venin avec des activités toxiques, notamment l'anticoagulation et l'induction de choc ».

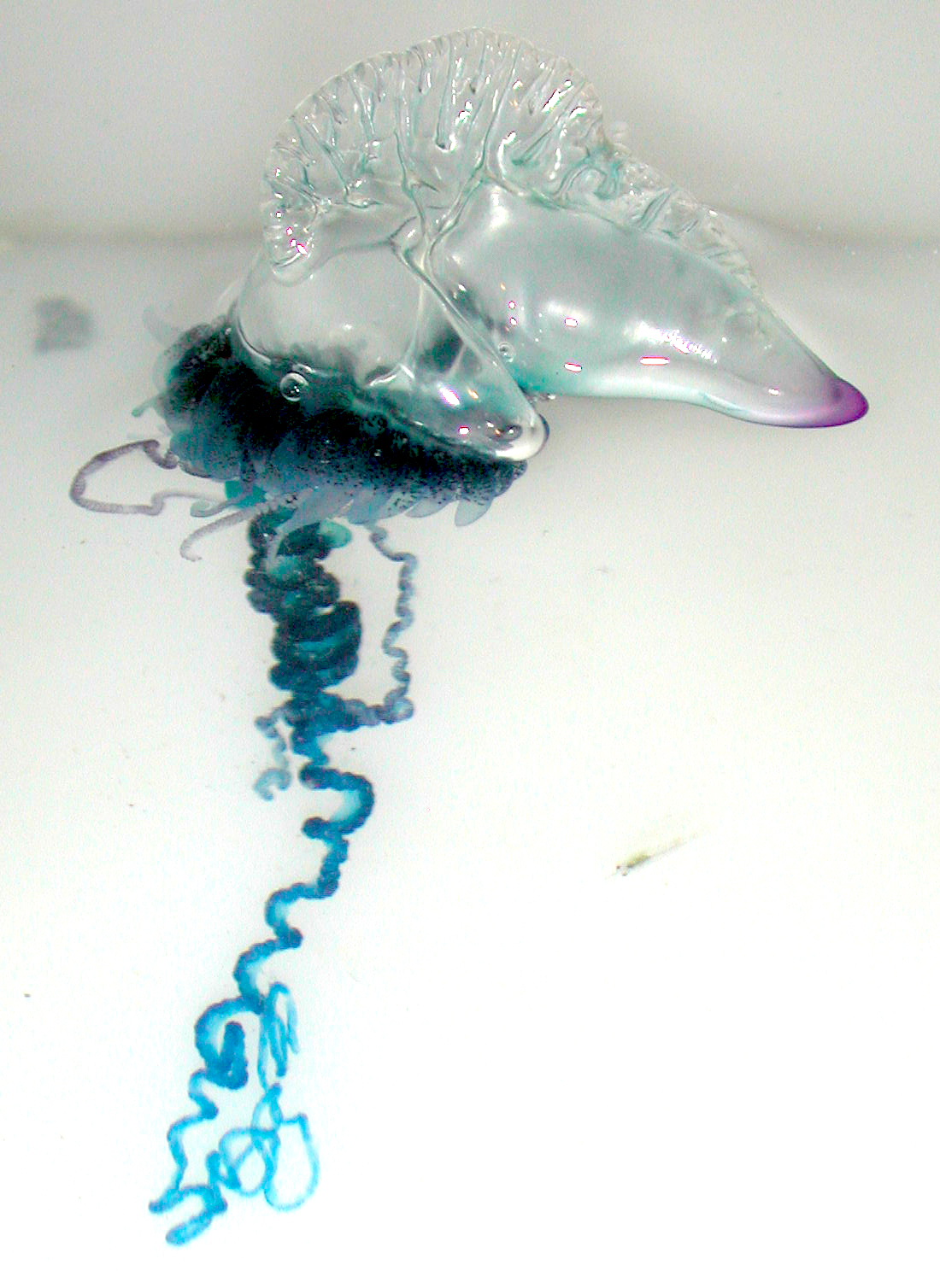
Le venin de la physalie est l'un des plus virulents qui soient.

### Production et inoculation
Le venin est sécrété par une glande spéciale que possèdent certains animaux comme les cœlentérés (anémone de mer, méduses, hydres…), certains gastéropodes (cône…), les araignées (arachnides), les myriapodes (mille-pattes), divers insectes (dont de nombreux hyménoptères), certains poissons (la vive, la rascasse, le poisson pierre…), certains serpents, quelques lézards (les hélodermes de l'Ouest américain), les scorpions, certains batraciens (comme les dendrobates ou le crapaud Bufo alvarius) et même des mammifères monotrèmes (l'ornithorynque et les échidnés), et insectivores (la blarine à queue courte d'Amérique du Nord et les solénodons des Antilles, ce dernier étant en voie d'extinction). Ces animaux sont dits « venimeux ». Ils utilisent leur venin pour capturer leurs proies ou pour se défendre. Ce venin peut être injecté par piqûre ou par morsure, voire au simple toucher, comme chez les grenouilles dendrobates. Certains animaux vénéneux sont si toxiques que leur ingestion peut être létale : c'est le cas du fugu et de plusieurs espèces de diodon et de poisson-coffre.

## Action

### Composants du venin
Les principaux composants du venin sont des enzymes comme les protéases, qui détruisent les tissus, l’hyaluronidase, qui augmente la perméabilité des tissus (le venin peut se propager plus rapidement), les phospholipases, qui attaquent les membranes cellulaires, et les phosphatases, qui dégradent divers composés chimiques.
Le venin est un composé de polypeptides assemblés en des chaînes alpha et beta. Chaque peptide est responsable d'un caractère du venin. Les caractères du venin les plus incriminés dans la mort par inoculation de venin sont les neurotoxines, qui affectent directement l’exocytose au niveau des neurones, ce qui engendre une paralysie des muscles et des troubles respiratoires.
D'autres peptides sont responsables de la dénaturation des cellules du pancréas : par exemple, ces peptides détruisent les îlots de Langerhans qui, ne pouvant plus sécréter d'insuline ni de sucs digestifs, entraînent des hyperglycémies provoquant des insuffisance rénales, l’impuissance, un infarctus du myocarde, la gangrène, etc. C’est la combinaison de ces peptides assemblés en chaînes qui font du venin scorpionique un mélange mortel : on meurt des conséquences de cette piqûre.

### Catégories de venins
Par le passé on déterminait les types de venins en fonction de deux types de symptômes : action soit sur le système sanguin, soit sur le système nerveux (neurotoxiques). Dans la pratique, cette distinction n'est pas si simple. Ainsi un venin qui perturbe le système sanguin provoque souvent des troubles nerveux et inversement. Et un venin peut être à la fois anticoagulant et coagulant, ce qui complique alors le traitement.
Les principaux agents toxiques des venins sont les suivants :
- des neurotoxines paralysantes dont l'action est comparable à celle du curare (« curare-like ») mais qui ne sont pas contrecarrées par les antagonistes du curare telle l'ésérine (ce produit sera donc inutile dans la trousse de survie) ;
- des hémorragines, très prononcées chez les vipéridés, causant des hémorragies ;
- des cytolysines détruisant les cellules, à l'origine de nécroses cutanées parfois très importantes, allant jusqu'à l'os (myotoxine des hydrophiidés en particulier) ;
- des hémolysines attaquant plus spécifiquement les globules rouges du sang (voir hémolyse) ;
- des substances histaminiques entraînant des réactions vasomotrices responsables du choc observé après morsure par les vipéridés. Il existe beaucoup d'autres substances aux actions enzymatiques très diverses.

Et comme la plupart des venins combinent plusieurs de ces actions, cela rend alors une systématisation des venins quasiment impossible.

### Liste des effets et actions sur l'organisme
Les venins peuvent entraîner des manifestations cliniques d'ordre toxiques ou allergiques, locales, loco-régionales ou systémiques, d’apparitions immédiates, semi-retardées ou retardées selon le mécanisme physiopathologique :
- effets neurotoxiques sur le système nerveux, le cerveau et la moelle épinière ;
- paralysie du système respiratoire ;
- action coagulante sur le sang ;
- altération des vaisseaux sanguins provoquant des hémorragies ;
- action anticoagulante ;
- destruction des globules rouges ;
- action sur le cœur, baisse de la tension artérielle ;
- ptyalisme pouvant provoquer un étouffement ;
- altération des cellules, des tissus et même d'organes (reins, etc.) ;
- œdèmes (provoquent un étouffement si la morsure est faite sur le visage ou le cou) ;
- nécroses.

## Toxicité

### Dose létale médiane, indicateur de mesure de la toxicité
La dose létale médiane d'une substance (DL50) correspond à la dose de cette substance qu'il est nécessaire d'injecter pour provoquer le décès de la moitié des animaux testés. L'indicateur mesure donc la masse du produit permettant de tuer 50 % des animaux. Ainsi, plus le chiffre donné par l'indicateur est petit, et plus le produit est dangereux. Elle se mesure en général en milligrammes de substance par kilogramme d'animal testé (mg/kg).
L'idée de dose létale médiane a été énoncée en 1927 par J. W. Trevan dans l'objectif de classer les substances chimiques en fonction de leur létalité. Cet indicateur de mesure n'est absolument pas spécifique aux venins, il a initialement été conçu pour des produits utilisés fréquemment en chimie de laboratoire.
La dose létale médiane est extrêmement difficile à déterminer car elle dépend de nombreux paramètres notamment :
- le type d'animal testé. Les résultats sont différents si on effectue les tests sur des souris, des rats, ou d'autres espèces ;
- le mode d'introduction dans l'organisme : ingestion, inhalation, etc. ;
- le sexe et les caractéristiques physiques de l'animal.

L'homme n'étant jamais l'objet des tests, les mesures de DL50 trouvées avec d'autres animaux ne sont pas applicables à l'homme. On peut toutefois en déduire une idée relative de la toxicité pour l'homme.

### Origine évolutive
Les plus anciennes traces fossiles de venimosité potentielle (des glandes) ont été identifiées chez des conodontes, groupe éteint et basal de vertébrés sans mâchoires de l'Ordovicien moyen de l'Amérique du Nord, plus précisément chez le genre Panderodus. Les plus anciens tétrapodes connus, soupçonnés d'avoir possédé du venin (des chenaux d'écoulement), proviennent des « reptiles mammaliens », plus précisément du groupe éteint des thérocéphales, à savoir les genres Euchambersia, Megawhaitsia et Ichibengops, datant de la fin du Permien des actuelles Afrique du Sud, Chine et Russie,,. L'un des genres éteint de dinosaures non-aviens datant du Crétacé inférieur de Chine : Sinornithosaurus, a été également suspecté d'avoir été venimeux, mais des études ultérieures contestent ces affirmations,.
Les gènes codant les nombreuses toxines des venins procèdent de gènes codant des protéines utiles au métabolisme des taxons devenus venimeux. La dynamique évolutive d'une dizaine de gènes de toxines a été étudiée chez 52 espèces de serpents venimeux (des colubridés, des élapidés et des vipéridés) : le réseau de régulation de ces gènes, qui en contrôle l'expression, est très conservé, identique à celui agissant dans les glandes salivaires des autres amniotes (dont les mammifères et les oiseaux). Il semble que chez les ancêtres de ces serpents le réseau a d'abord surexprimé des protéines de la salive, notamment des kallicréines. Ces dernières, quand elles sont ingérées avec les aliments, favorise leur assimilation grâce à un afflux de sang autour du tube digestif (par vasodilatation) ; mais quand elles sont injectées dans des proies, elles leur sont toxiques par inflammation et coagulation sanguine. Ces protéines ont ensuite divergé par de nombreuses mutations et sont devenues plus toxiques sous la pression de la sélection naturelle.
Les venins des serpents sont très puissants : les 110 mg de venin délivrés par une morsure du Taïpan du désert (Oxyuranus microlepidotus), par exemple, suffiraient à tuer 250 000 souris, 12 000 cochons d'Inde ou 100 humains. À première vue la sélection naturelle aurait dû privilégier un dosage plus proche du minimum nécessaire, moins coûteux. La comparaison des génomes de vingt habus de Taïwan (Protobothrops mucrosquamatus) suscite une explication possible : chaque protéine du venin, et donc aussi le gène qui la code, peut être divisée en différents domaines dont certains sont constants d'un individu à l'autre (sans doute le résultat d'une forte sélection) et d'autres très variables (par dérive génétique). Le grand excès de venin injecté à chaque morsure pourrait permettre d'explorer de grandes variations des protéines du venin sans courir le risque que des mutations défavorables (rendant le venin moins efficace) mettent en danger la survie du prédateur, la sélection naturelle faisant en définitive le tri.